# Верхняя Грайворонка
Ве́рхняя Грайворо́нка — село в Касторенском районе Курской области России. Административный центр и единственный населённый пункт Верхнеграйворонского сельсовета.

## География
Село находится в восточной части Курской области, в лесостепной зоне, в пределах юго-западной части Среднерусской возвышенности, на берегах реки Грайворонка (приток Кшени), на расстоянии примерно 23 километров (по прямой) к юго-западу от посёлка городского типа Касторное, административного центра района. Абсолютная высота — 190 метров над уровнем моря.
Климат
Климат характеризуется как умеренный, со среднегодовой температурой воздуха +5,1 °C и среднегодовым количеством осадков 547 мм.
Часовой пояс
Село Верхняя Грайворонка, как и вся Курская область, находится в часовой зоне МСК (московское время). Смещение применяемого времени относительно UTC составляет +3:00.

## Население
| 1859 | 1897  | 2002 | 2010 | 2012 | 2013 | 2014 |
| ---- | ----- | ---- | ---- | ---- | ---- | ---- |
| 1770 | ↗2340 | ↘561 | ↘431 | ↘404 | ↘390 | ↘373 |
| 2015 | 2016  | 2017 | 2018 | 2019 | 2020 | 2021 |
| ↘365 | ↘350  | ↘344 | ↘338 | ↘333 | ↗334 | ↗377 |

Гендерный состав
По данным Всероссийской переписи населения 2010 года в гендерной структуре населения мужчины составляли 49,2 %, женщины — соответственно 50,8 %.
Национальный состав
Согласно результатам переписи 2002 года, в национальной структуре населения русские составляли 97 % из 561 чел.

## Улицы
| - ул. Заречная, - ул. Колхозная, - ул. Молодёжная, - ул. Полевая, | - ул. Садовая, - ул. Солнечная, - ул. Центральная. |

## Известные уроженцы
- Кулешов, Владимир Иванович (1920—1981) — советский военный деятель, полковник, Герой Советского Союза.